# Bettola
Bettola est une commune de la province de Plaisance, dans la région Émilie-Romagne, en Italie.

## Géographie
Située dans le Val de Nure, entre Ponte dell'Olio et Farini, Bettola est traversée par le torrent Nure qui sépare les deux quartiers, San Giovanni et San Bernardino, jadis centres d'habitation indépendants, réunis en 1805 en une commune officiellement instituée à la suite des réorganisations administratives de la République cisalpine voulue par Napoléon Bonaparte.
Elle fait partie de la Comunita' Montana Valli del Nure e dell'Arda, créée en 1993.

## Histoire
Pendant la Seconde Guerre mondiale, plusieurs groupes de partisans s'étaient regroupés sur ses zones montagneuses et ont réussi à constituer pendant quatre mois à compter de juillet 1944 une « libre république de Bettola », siège du commandement unifié de la zone  XIII de la Résistance.

## Économie
Au XIXe siècle, Bettola est un important lieu d'échanges de produits agricoles. Tout le Val Nure convergeait vers son marché du lundi et ses foires aux bestiaux. La place Christophe Colomb témoigne, aujourd'hui encore, de cette activité.

## Transports
En 1932, Bettola est reliée à Plaisance par une ligne électrifiée, la littorina, réunissant toutes les agglomérations des basse et moyenne vallées. Elle est supprimée en 1967.

## Personnalités
- Cristophe Colomb[réf. nécessaire], sa maison, une tour médiévale en pierres située à Pradello (Bettola) peut être visitée. Un petit musée en hommage au navigateur se trouve à l'intérieur de la tour. Bettola possède une belle et grande place où est érigée la statue de C. Colomb.
- Giorgio Armani[réf. nécessaire], célèbre styliste de la haute couture internationale.
- Pier Luigi Bersani (1951), homme politique.
- Luigi Cavanna, père de l'écrivain français François Cavanna[2],[3].
- Lazare Ponticelli (1897-2008), le dernier poilu français, né dans le hameau de Groppo Ducale[3].

## Administration
| Période                                  | Période  | Identité            | Étiquette          | Qualité |
| ---------------------------------------- | -------- | ------------------- | ------------------ | ------- |
| ????                                     | 2007     | Celestino Scagnelli |                    |         |
| 29 mai 2007                              | En cours | Simone Mazza        | Casa delle Libertà |         |
| Les données manquantes sont à compléter. |          |                     |                    |         |

### Hameaux
Bramaiano, Calenzano, Ebbio, Groppo Ducale (incluant notamment Costa, Cordani, Forlini) Leggio, Missano, Olmo (Camia, Bongilli, Tollara) Maiolo di Olmo, Padri, Pradello, Recesio, Revigozzo, Rigolo, Roncovero, Rossoreggio, San Bernardino, San Giovanni, Spettine, Vigolo, Villanova.

### Communes limitrophes
Coli, Farini, Gropparello, Morfasso, Ponte dell'Olio, Travo, Vigolzone.

### Évolution démographique
Habitants recensés